# Compass Point Studios
I Compass Point Studios erano degli studi di registrazione con sede a Nassau, nelle Bahamas. Prendevano il nome dalla vicina spiaggia di Compass Point.

## Storia

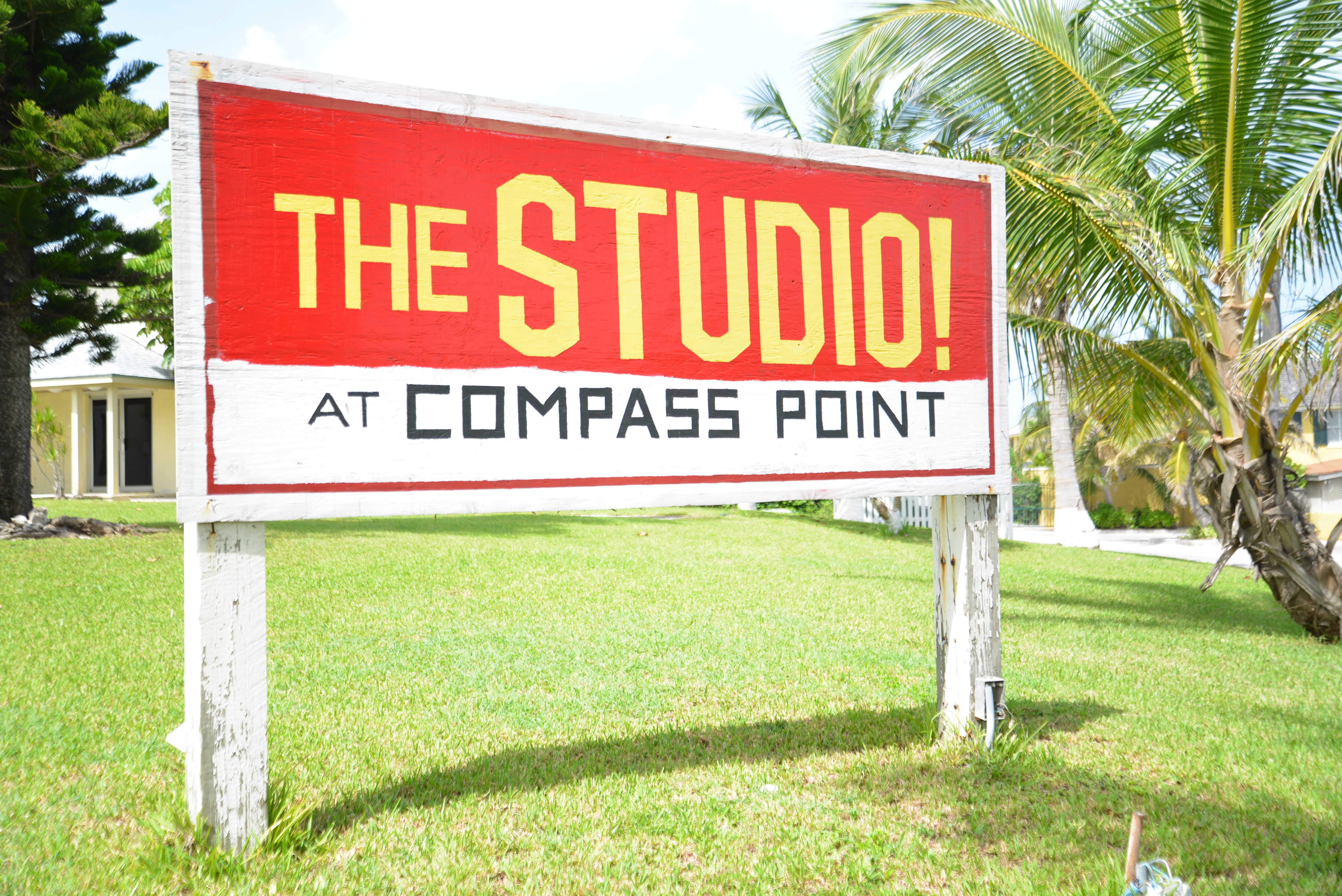
Insegna nei pressi degli ex studi, in una foto del 2014.

I Compass Point Studios furono costruiti nel 1977 per iniziativa di Chris Blackwell, fondatore della casa discografica Island Records, e rimasero costantemente attivi per un decennio, dopodiché l'uscita di Blackwell dalla Island e la morte dell'ingegnere capo Alex Sadkin – avvenuta a luglio 1987 per un incidente stradale – segnarono l'inizio di un periodo di declino alla fine del quale la struttura versava in uno stato di abbandono.
Alla fine del 1992, su commissione di Blackwell, gli studi furono completamente ristrutturati da Terry Manning, che ne assunse anche la direzione, e da allora operarono nuovamente a pieno regime fino al settembre 2010, quando improvvisamente annunciarono la loro chiusura. Sul sito web ufficiale, una nota spiega la cessazione dell'attività come causata da: «una serie di incidenti ed eventi di natura sociopolitica, avvenuti negli studi o vicino ad essi». Altrove, il sito specifica anche: «Chiunque operi attualmente nel vecchio edificio di Nassau e nelle immediate vicinanze, o affermi in qualsiasi modo di far parte dei Compass Point Studios non ha nulla a che vedere con gli studi storici e ne sta utilizzando il nome registrato senza permesso». Nel 2014 l'edificio che ospitava gli studi è divenuto un ristorante che, seppure in misura minima, sfrutta a fini turistici la reminescenza della destinazione originaria, a partire dal nome.

## Artisti e produttori
Gli studi ebbero fra i loro clienti artisti di fama internazionale quali AC/DC, The Rolling Stones, U2, Robert Palmer, The B-52's, Talking Heads, Dire Straits, Bob Marley, Eric Clapton, The Cure, Adam Ant, James Brown, Duran Duran, David Bowie, Judas Priest, Bryan Adams, Iron Maiden, Mick Jagger, Whitesnake, ELO, Serge Gainsbourg, Status Quo, Tom Tom Club, Madness, Spandau Ballet, Third World, Grace Jones, Joe Cocker, Emerson, Lake & Palmer, Eurythmics, Julio Iglesias, Power Station, Roxy Music, Thompson Twins, Wings, Ringo Starr, Julian Lennon, Bad Company, Average White Band, Carly Simon e molti altri.
Fra i produttori e gli ingegneri del suono che utilizzarono gli studi vi furono: Mutt Lange, David Foster, Nellee Hooper, Glyn Johns, Rodney Jerkins, Dave Jerden, Humberto Gatica, Brian Eno, Nick Launay, Patrick Leonard, Chris Kimsey, Keith Stegall, Brad Wood, Ed Stasium, Kevin Shirley, Jerry Harrison, Jeff Lynne, James Stroud, Russ Kunkel, Rob Jacobs, Gustavo Celis, Gavin McKillop, Howie B, Chris Frantz, Sovory and Triangle Group, Eddie Kramer, Hugh Padgham, Michael Verdick, Martin Birch, Bernard Edwards, Rhett Davies, David Byrne, Jimmy Iovine, Jerry Wexler, Mark Hudson, Rob Eaton, Simon Thornton, Eric Clermontet, Fatboy Slim, Terry Thomas, Simon Franglen, Matt Stein, Joe Primeau, Allan Holly, Doug McKean, Bryan Carlstrom, Obie O'Brien, Mitch Williams, Eli Jenney, Alex Woltman, Kevin Maloney.

## Indirizzo
West Bay Street
P. O. Box CB-13045
Nassau, New Providence, Bahamas